# Chronische trombo-embolische pulmonale hypertensie
Chronische trombo-embolische pulmonale hypertensie  (CTEPH) is een zeldzame aandoening van de bloedvaten in de longen, gekenmerkt door pulmonale hypertensie (verhoogde bloeddruk in de longen) veroorzaakt door longembolieën.

## Ontstaan
Bij een longembolie raakt de doorbloeding van een deel van de longen verstoord, doordat een stolsel vastloopt in de bloedvaten. Vaak komen dergelijke stolsels vanuit de diepe aderen van de benen (diepveneuze trombose). Een losgeraakt stolsel loopt vaak vast in het vaatbed van de longen. Meestal zal het stolsel in enkele weken opgeruimd worden. Bij een klein deel van de patiënten ontstaat echter een blijvende vernauwing van het vaatbed in de longen. Als na zes weken de bloeddruk in de longslagader nog verhoogd is (> 25 mmHg) spreken we van chronische trombo-embolische pulmonale hypertensie. Naar schatting treedt dit bij zo'n 3% van de mensen met een longembolie op. Toch heeft niet iedereen met CTEPH een duidelijk herkenbare episode van longembolie doorgemaakt.

## Diagnose
Om de bloeddruk in de longslagader (arteria pulmonaria) precies te meten moet een katheterisatie worden verricht. Met echocardiografie kan een redelijk betrouwbare schatting van de drukken verkregen worden.

## Behandeling
CTEPH is op twee manieren te behandelen, chirurgisch of medicamenteus.
- Chirurgisch kunnen de vernauwingen verwijderd worden middels de pulmonale trombo-endarteriëctomie (PTE). Dit is alleen mogelijk voor stolsel in de grootste takken (dicht bij het hart) van de longslagader. De longslagader wordt geopend en de binnenwand van het vat wordt geheel verwijderd ("endarteriëctomie").
- Sedert enige tijd zijn er geneesmiddelen op de markt, die de druk in de longslagaders kunnen verminderen. Het zijn de middelen epoprostenol, bosentan, sildenafil, sitaxentan en treprostinil. Voordeel van bosentan, sildenafil en sitaxentan is dat ze als tablet beschikbaar zijn. Op 10 december 2010 nam de firma Pfizer haar sitaxentan uit de handel.[3] Nadeel is echter dat deze niet door elke patiënt gebruikt kunnen worden.